# Septembre 1980

## Événements
- 1er septembre : dictature de Chun Doo-hwan en Corée du Sud (fin en 1987).

- 5 septembre : Edward Gierek est remplacé à la tête du Parti ouvrier unifié polonais par Stanisław Kania.

- 9 septembre : affaire des « Huit à la Charrue » : des militants pacifistes chrétiens s’introduisent dans l’usine de General Electric de King of Prussia (Pennsylvanie) qui produit des ogives nucléaires. Ils endommagent deux têtes nucléaires à coup de masse et versent leur sang sur les missiles, les plans et les bureaux. Au cours de leur procès, ils déclareront qu’ils voulaient illustrer un propos de la Bible qui préconisait de changer les « épées en socs de charrue ».

- 10 septembre : Hua Guofeng démissionne de sa charge de Premier ministre de la république populaire de Chine. Il disparaît complètement de la scène politique en juin 1981.

- 11 septembre (Chili) : la Constitution est approuvée par référendum par 67 % de la population.

- 12 septembre : coup d'État en Turquie de l'armée qui causera plusieurs morts et emprisonnements. Le terrorisme d’extrême gauche et d’extrême droite incite l’armée, garante de la laïcité, à intervenir et à déposer le Premier ministre turc Süleyman Demirel. Le parlement est dissous et les partis politiques interdits.

- 14 septembre (Formule 1) : Grand Prix automobile d'Italie.

- 17 septembre :
  - Saddam Hussein dénonce unilatéralement l’accord d’Alger conclu avec le chah quatre ans plus tôt sur le partage des eaux du Chatt-el-Arab.
  - Rallye automobile : arrivée du Rallye de Nouvelle-Zélande.

- 19 septembre :
  - Explosion accidentelle d'un missile Titan II à Damascus dans l'Arkansas aux États-Unis.

- 22 septembre :
  - Début de la guerre Iran-Irak. Le dictateur irakien Saddam Hussein, approvisionné en armement par l’Union soviétique et la France, lance une attaque surprise sur l’Iran. Il compte sur la désorganisation de l’armée iranienne à la suite de la révolution pour mener une guerre rapide. Mais l’agression entraîne en Iran un sursaut patriotique et de volontaires s’engagent par milliers. Leur sacrifice au front permet à l’armée iranienne de se réorganiser.
  - Fondation du syndicat « Solidarność », fort de dix millions d’adhérents, avec, à sa tête Lech Wałęsa. Il est constitué à partir de 38 comités inter-entreprises. Il accepte en contrepartie la Constitution polonaise, le rôle dirigeant du parti communiste dans l’État et les alliances existantes. Mais les grèves sporadiques continuent dans le pays et Moscou commence à s'inquiéter. L’URSS dénonce l’accord de Gdansk comme une menace de renversement du système communiste.

- 26 septembre : Attentat de l'Oktoberfest à Munich.
- 28 septembre (Formule 1) : Grand Prix automobile du Canada.

## Naissances
- 1er septembre : 
  - Sammy Adjei, footballeur ghanéen.
  - Shogo Akada, joueur de baseball japonais.
  - Wildanie Cupidon, religieuse catholique haïtienne.
- 6 septembre : Jillian Hall, catcheuse professionnelle américaine travaillant à la WWE.
- 7 septembre :
  - Saïd Kouachi, criminel français († 9 janvier 2015).
  - Gabriel Milito, footballeur argentin.
- 8 septembre : Wanlov the Kubolor, Musicien Roumano-ghanéen.
- 9 septembre : Michelle Williams, actrice américaine.
- 10 septembre : 
  - Mikey Way, bassiste du groupe My Chemical Romance.
  - Raema Lisa Rumbewas, haltérophilie indonésienne († 14 janvier 2024).
- 11 septembre : John Fritz Moreau, PDG de Juno7.
- 12 septembre :
  - Yao Ming, basketteur chinois.
  - Anne Tilloy alias Morganne Matis, chanteuse française et actrice spécialisée dans le doublage.
- 13 septembre : Daisuke Matsuzaka, joueur de baseball japonais.
- 14 septembre :
  - Dmitri Akimov, footballeur russe.
  - Ayọ (Joy Olasunmibo Ogunmakin dite), chanteuse allemande.
  - Nicolas Beney, footballeur suisse.
  - Adrien Devyver, journaliste animateur de télévision belge.
  - Desislava Goranova, joueuse bulgare de volley-ball.
  - Luis Horna, joueur de tennis péruvien.
  - Prakriti Maduro, actrice vénézuélienne.
  - Pedro Moreno, acteur cubain.
  - Paul Moucheraud, coureur cycliste français.
  - Volodymyr Rybin, coureur cycliste ukrainien.
  - Dušan Vasiljević, footballeur serbe.
  - Summer Watson, chanteuse lyrique soprano britannique.
  - Oliver Wilson, golfeur anglais.
- 22 septembre : Norbert Tarayre, cuisinier, animateur de télévision et humoriste français.
- 25 septembre : T.I., rappeur américain.
- 27 septembre : Akinori Asashoryu, lutteur sumo mongol, 68e yokozuna de l'histoire du sumo.
- 28 septembre : 
  - Benjamin Nicaise, footballeur puis entraîneur français.
  - Wassila Rédouane-Saïd-Guerni, escrimeuse algérienne.
- 29 septembre : Zachary Levi, acteur américain.
- 30 septembre : 
  - Martina Hingis, joueuse de tennis suisse.
  - Virgil Abloh, créateur américain († 28 novembre 2021).

## Décès
- 3 septembre : Duncan Renaldo, acteur roumaine naturalisé américain (° 23 avril 1904).
- 4 septembre : Gaston Bonheur, écrivain et journaliste français (° 27 novembre 1913).
- 8 septembre : Maurice Genevoix, écrivain français (° 1890).
- 9 septembre : John Howard Griffin, écrivain et journaliste américain (° 1920).
- 15 septembre : Bill Evans, pianiste de jazz américain (° 16 août 1929).
- 25 septembre : John Bonham, batteur du groupe Led Zeppelin (° 31 mai 1948).
- 27 septembre : Jacques Favart, patineur artistique français et président de l'International Skating Union (° 30 juillet 1920).
- 29 septembre : Hélène Dieudonné, comédienne.